# Vitanovići Donji
Vitanovići Donji su naselje u distriktu Brčko, BiH.

## Stanovništvo
Nacionalni sastav stanovništva 1991. godine, bio je sljedeći:
ukupno: 419
- Hrvati - 324
- Srbi - 82
- Bošnjaci - 5
- Jugoslaveni - 4
- ostali, neopredijeljeni i nepoznato - 4

## Šport
- NK Vitanovići `78